# Koen van der Biezen
Koen van der Biezen (* 10. Juli 1985 in Nuland) ist ein niederländischer ehemaliger Fußballspieler. Er wurde vorrangig als Mittelstürmer eingesetzt.

## Karriere
Der Niederländer begann seine Fußballerkarriere bei der zweiten Mannschaft des FC Utrecht. Seine ersten höherklassigen Einsätze und Tore hatte van der Biezen in der zweitklassigen niederländischen Eerste Divisie beim FC Den Bosch und später bei Go Ahead Eagles Deventer. Zur Saison 2011/12 wechselte van der Biezen für 150.000 Euro zum polnischen Erstligisten KS Cracovia. Im Sommer 2012 verpflichtete der Karlsruher SC den Mittelstürmer für die Saison 2012/13 der 3. Liga. Dort gelangen ihm 15 Saisontreffer, womit er zweitbester Torschütze des Karlsruher SC in dieser Saison war. Sein erstes und bisher einziges Tor im DFB-Pokal gelang ihm in der 1. Hauptrunde 2012/13 gegen den Hamburger SV. Seinen ersten Treffer in der 2. Bundesliga erzielte er am 8. Spieltag gegen Energie Cottbus. Bis zum Saisonende 2013/14 standen acht Saisontreffer zu Buche. In der Winterpause 2014/15 wurde sein Vertrag einvernehmlich aufgelöst und er wechselte zum damaligen Drittligisten Arminia Bielefeld. Dort kam er in der Saison 2015/16 allerdings nur siebenmal zum Einsatz und wechselte danach zum Lokalrivalen SC Paderborn 07, wo er einen Vertrag bis 2018 unterschrieb.
Am 21. Januar gab der „SCP“ die einvernehmliche Auflösung dieses Vertrages bekannt.
Noch in der Wintertransferphase 2018 wechselte Van der Biezen zu TOP Oss in die Eerste Divisie.

## Erfolge
- Meister der  3. Fußball-Liga 2013 und  Aufstieg in die 2. Fußball-Bundesliga (mit dem Karlsruher SC)
- Meister der  3. Fußball-Liga 2015 und  Aufstieg in die 2. Fußball-Bundesliga (mit Arminia Bielefeld)